# ثورة فلاحي دونغهاك
ثورة فلاحي دونغهاك (بالهانغل: 동학 농민 운동، وبالهانجا: 東學 農民 運動) المعروفة أيضًا باسم حركة فلاحي دونغهاك وتمرد دونغهاك والثورة الفلاحية في 1894 وثورة فلاحي غابو وعدد من الأسماء الأخرى كانت تمردًا مسلحًا في كوريا قاده الفلاحون الثائرون وأتباعهم من دين دونغهاك المؤمن بوحدة الوجود، والذي رآه الكثير من المتمردين كأيديولوجية سياسية.
في عام 1894، كان جو بيونغاب حاكم مقاطعة غوبو قد أصدر عددًا من القوانين الزائفة وأجبر الفلاحين على بناء مخازن والاستقرار في أراض غير مملوكة بهدف تحقيق الثراء من الضرائب والغرامات. في مارس، تحالف الفلاحون الغاضبون تحت قيادة جون بونغجون وكيم غينام معلنين عن بدء ثورة غوبو. لكن يي يونغتاي قمع ثورة غوبو وهرب جون بونغجون إلى تاين. في أبريل، حشد جون جيشًا في جبل بايكتو وأعاد احتلال غوبو. تابع الثوار بعدها للتغلب على قوات الحكومة في جروف هوانغتو ونهر هوانغريونغ. احتل جون بعدها حصن جونغجو وقاتل في حصار مع قوات هونغ غيهون جوسون. لكن الثوار في مايو وقعوا على هدنة مع القوات الحكومية، وبنوا وكالات مدعوة باسم جيبغانغسو أدارت شؤون المناطق المحكومة من قبل الثوار. استمر هذا السلام المضطرب نوعًا ما خلال الصيف.
طلبت هذه الحكومة القلقة المساعدة من سلالة تشينغ الصينية الحاكمة، والتي أرسلت 2700 جندي إلى كوريا. أعلنت اليابان الغاضبة من حكومة تشينغ التي لم تخبرهم بالتدخل (وفق ما نصت عليه اتفاقية تينستين) بداية الحرب الصينية اليابانية الأولى. أدت الحرب إلى زوال النفوذ الصيني في كوريا وأشارت إلى نهاية حركة تقوية الذات في الصين بحد ذاتها.
سبب النفوذ الياباني المتنامي في شبه الجزيرة الكورية قلقًا بين الثوار. من سبتمبر إلى أكتوبر، تفاوض قادة الجنوب والشمال على خطط للمستقبل في سامري. في الثاني عشر من أكتوبر، تشكل تحالف بين الجوبيين الجنوبيين والشماليين، وتقدم هذا الجيش المقدر بـ 20,000 إلى 200,000 جندي (حسب التقارير المتضاربة) للهجوم على جونغجو. بعد عدد من المعارك، هُزم جيش الثوار بشكل حاسم في معركة أوغيمتشي، وهُزم الثوار مرة أخرى في معركة تاين. استمرت النشاطات العدوانية وصولًا إلى ربيع عام 1895. اعتُقل قادة الثوار لاحقًا في أماكن مختلفة في منطقة هونام، وأُعدم معظمهم بعملية شنق جماعية في مارس.

## خلفية تاريخية
كان المجتمع الكوري في القرن التاسع عشر مضطربًا بشكل كبير نتيجة حركات التمرد المتكررة. بدأت سلسلة الثورات بحرب فلاحي غوانسيو وانتهت فعليًا بثورة فلاحي دونغهاك.

### حرب فلاحي غوانسيو
كانت أولى حركات التمرد هي حرب فلاحي غوانسيو (1811 – 1812). أعد قائد المتمردين هونغ جيونغناي للتمرد منذ عام 1801. بحلول سبتمبر من عام 1811، كان هونغ قد حشد جيشًا في جزيرة تشودو، حاصلًا على دعم ملاك الأراضي الأغنياء.
بدأت الثورة في الثامن عشر من سبتمبر، مع كتابة الرسالة التالية في قلعة جيونغجو:
«أنا القائد العظيم لغرب بيونغان أكتب هذه الرسالة على عجل. منذ القدم، كانت منطقة غوانسيو مسكن دانغن (مؤسس كوريا الأسطوري)، كما أن غوانسيو كانت شديدة الأهمية في الحربين (غزوتا المانتشو اليابانيين لكوريا). أليست طريقة معاملة الحكومة لنا ظلمًا؟ هناك ملك شاب (الملك سونجو)، ومسؤولون فاسدون في كل مكان حوله. في حين يحكم كل من كيم جوسون وبارك جونغيونغ البلاد كما لو أنها ملكهما، الحكومة في حالة فوضى والشعب فقير. لكن لحسن الحظ ظهر رجل سوف ينقذ العالم. افتحوا أبوابكم واسعة لمقابلة جيشنا، وإذا حاول أي أحد المقاومة بغباء سوف نقضي عليكم بخمسة آلاف سيف..»
سيطر هونغ جيونغناي على معظم منطقة غوانسيو خلال عشرة أيام. لكن جيشه تلقى هزيمة في معركة سونغنيم، وحوصر الجيش في حصن جيونغجو بحلول يناير عام 1812. تمكنت القوات الحكومية أخيرًا من إسقاط أسوار الحصن باستخدام أحد عشر طن من المتفجرات المدفونة تحت السور. في النهاية أُعدم جميع المتمردين الذكور فوق سن العاشرة.

### ثورة فلاحي إمسول
كانت ثورة فلاحي إمسول عام 1862 تمردًا آخر واسع النطاق، فيها تمردت 71 بلدة بشكل متزامن. كثيرًا ما فرضت الحكومة ضرائب على أشخاص متوفين أو على الرضع، بالرغم من أن الضرائب لم تكن مفروضة سوى على الأشخاص بعد عمر 15 سنة قانونيًا. بالإضافة إلى ذلك، كان معظم الباقي منالنقود يذهب إلى مالك الأرض. بدأت الثورة في العاشر من فبراير في جينجو. تمكن سكان جينجو من إلقاء القبض على الحاكم بيك ناكشين، وأعدموا ملاك الأراضي جيونغ نامسيونغ وسيونغ بوين وتشو جينسا حرقًا. قُتل أبناء ملاك الأراضي أيضًا عندما حاولوا إنقاذ آبائهم. انتشرت الثورة خلال فترة قصيرة عبر معظم مساحة جنوب كوريا، واستمرت حتى يناير من عام 1863. حتى أن شعب غوانغجو تقدموا إلى سيئول. ظهرت أشد حركات التمرد في مقاطعة جيولا التي أصبحت لاحقًا مركز ثورة دونغهاك إذ ثارت 38 بلدة من أصل 54 بشكل فعال.